# Криничка (пам'ятка природи, Великописарівський район)
Криничка — гідрологічна пам'ятка природи місцевого значення в Україні. Об'єкт природно-заповідного фонду Сумської області.
Розташована на північний схід від с. Ямне Великописарівського району Сумської області, у лісовому фонді ДП «Великописарівський агролісгосп», кв. 47, вид. 18.
Площа 0,02 га. Статус надано 28.01.2003 р. Перебуває у віданні Гетьманського національного природного парку.
Охороняється самовитічне джерело питної води доброї якості в заплаві р. Ворскла. Пам'ятка має наукове, естетичне, пізнавальне та історико-культурне значення.
Входить до складу Гетьманського національного природного парку.